# Anacrusis
Anacrusis (gr.: poet./mus. Auftakt) ist eine amerikanische Progressive-Metal-/Thrash-Metal-Band aus St. Louis, Missouri, die 1986 gegründet wurde. Sie war die erste Band, die Thrash Metal mit progressiven Elementen und cleanen Gesangspassagen verband. Ihre Alben Manic Impressions und Screams and Whispers gelten heute als Klassiker und Meilensteine des Progressive-/Thrash-Metal, und die Band erfreut sich, speziell in Europa, immer noch einer recht großen Fangemeinde. Nach einer langen schöpferischen Pause ist die Band seit dem Jahre 2009 wieder aktiv.

## Geschichte
Im Jahre 1986 beschlossen die Freunde Kevin Heidbreder, Mike Owen und John Emery, eine Metalband zu gründen. Nach dem Ende seiner Band Heaven’s Flame schloss sich kurz darauf Kenn Nardi ebenfalls der Band an – ursprünglich nur als Gitarrist, nach einigen Proben übernahm er dann aber, wie in seiner ehemaligen Band, zusätzlich auch den Gesang. Als Bandnamen wählte man den Begriff „Anakrusis“ und begann damit eigene Stücke zu komponieren und einige Lieder von Heaven’s Flame umzuarrangieren. Um den Sound der Band besser an Nardis Stimmlage und Gesangsstil anzupassen, wurden die Gitarren auf Dropped B tiefer gestimmt.
Das erste Demo der Band Annihilation Complete wurde 1987 von den Lesern des Metal Forces-Magazins zum besten Demo des Jahres gewählt, woraufhin die Lieder Annihilation Complete und Imprisoned auf einem Kompilationsalbum des Magazins veröffentlicht wurden. Dies führte zu einem Plattenvertrag mit dem englischen Label Active Records, für welches die Band im Jahre 1988 ihr Debütalbum Suffering Hour einspielte.
Im Jahre 1990 folgte ihr zweites Album Reason, auf dem die Band erstmals ihren später urtypischen progressiven Sound präsentierte. Im Zuge des Albums tourte die Band im Vorprogramm von D.R.I. durch die USA, aber ein größerer Erfolg blieb aufgrund einer mangelnden Veröffentlichung auf einem amerikanischen Label und keinerlei Live-Präsenz in Europa aus. Schlagzeuger Mike Owen verließ daraufhin die Band und wurde durch den ehemaligen Schlagzeuger von Heaven´s Flame, Chad Smith, ersetzt.
Das amerikanische Label Metal Blade Records wurde auf Anacrusis aufmerksam und nahm die Band unter Vertrag. 1991 nahm die Band ihr drittes Album Manic Impressions auf. Mit den neuen Songs im Gepäck tourte die Band zunächst als Vorgruppe von Overkill und danach von Megadeth durch die USA. Trotz eines neuen Albums mit herausragenden Kritiken in Musikmagazinen und Videoclips zu den Liedern I Love the World (NMA-Cover) und Something Real blieb der Band der Durchbruch weiterhin versagt.
Kurz nach den Tourneen begann die Band mit den Arbeiten an einem neuen Album. Chad Smith verließ die Band und wurde durch Paul Miles (ex-Megalith) ersetzt, mit dem Anacrusis 1992 ihr viertes und zunächst letztes Album Screams and Whispers aufnahmen. Hierauf arbeitete die Band zum ersten Mal mit orchestralen Elementen. Zum Album wurden Videoclips zu den Liedern Sound the Alarm und Release gedreht. Die Band erhielt wieder durchweg positive Resonanzen in den Szene-Musikzeitschriften. Die Band ging mit der Album-Veröffentlichung 1993 zum ersten Mal in Europa auf Tour, im Vorprogramm von Death. Nach der Rückkehr von dieser Tour begann die Band jedoch auseinanderzubrechen, da sie trotz fast durchweg glänzender Resonanz auf ihre Alben und Konzerte weiterhin nicht über den Status eines Insider-Tipps hinausgekommen war. Umorientierungen im Privatbereich führten dazu, dass Kenn Nardi ausstieg und die Band beschloss, sich daraufhin ganz aufzulösen.
Kenn Nardi schloss sich nach der Bandauflösung kurzzeitig der ebenfalls aus St. Louis stammenden Band Tribes With Knives an, bevor er sich für lange Zeit ganz von der Musik zurückzog. Die anderen Bandmitglieder spielten danach in lokalen Cover-Bands oder kehrten zu ihren ursprünglichen Bands zurück. 2006 meldete sich Kenn Nardi mit einem Soloprojekt namens Cruel April zurück, bei dem er sich als Singer-Songwriter gab sowie moderat rockige Töne anschlug. Es gab Überlegungen, das Projekt auch als Band zu präsentieren, was jedoch nicht zustande kam.
2009 gab die Band bekannt, dass sie sich in Originalbesetzung mit Kenn Nardi, Kevin Heidbreder, John Emery und Mike Owen wieder zusammengefunden hatte, um 2010 beim Keep It True XIII Festival in Deutschland aufzutreten und in Eigenregie eine Doppel-CD mit Neuaufnahmen ihrer ersten beiden Alben Suffering Hour und Reason zu veröffentlichen, da die ursprüngliche Produktion dieser Alben an einem zu undifferenzierten Sound krankten. Ebenfalls 2009 wurde von Stormspell Records die CD/DVD Annihilation Complete veröffentlicht. Auf dieser befand sich Anacrusis’ 1987-Demo Annihilation Complete sowie weitere Demo-Songs, ältere Heaven´s Flame-Stücke und frühes Live-Material. Im Laufe des Jahres 2010 arbeitete die Band an neuen Liedern, wovon bisher jedoch nur This Killer in My House über die Bandwebsite und auf der CD Silver Ag47 (Best of Anacrusis) veröffentlicht wurde.
2010 spielten Anacrusis ein ausverkauftes Reunion-Konzert in ihrer Heimatstadt St. Louis, das auch für eine spätere visuelle Veröffentlichung aufgenommen und gefilmt wurde. 2011 trat die Band im Rahmen eines von einem örtlichen Radiosender veranstalteten Metalkonzertes, einen Headliner-Showcase im Firebird Club, St. Louis auf sowie beim Rock Hard Festival im Amphitheater Gelsenkirchen, in St. Louis beim Skullfest und beim Alcatraz Metal Festival in Belgien.

## Stil
Die Anacrusis-Gitarristen tunen ihre sechssaitigen Gitarren auf "Dropped B" (deutsch: H / Stimmung wie Siebensaitige Gitarre). Der Bassist spielt, um dem zu entsprechen, einen fünfsaitigen Bass. Kenn Nardis Stimme gilt im Metal-Bereich als besonders charismatisch. Sein Gesangsstil reicht von Metal-typischem rauen Gesang und klassischen hohen Schreien bis zu klaren, melodiösen Passagen.

## Sonstiges
Auf ihrer Website stellt die Band alle Alben und Demos, aktuelle Bandproben-Mitschnitte, unveröffentlichte Stücke und neu aufgenommene Versionen ihrer alten Lieder sowie Kenn Nardis’ Soloprojekt Cruel April im MP3-Format zum freien Download zur Verfügung.
Der ehemalige Schlagzeuger Chad Smith ist nicht mit dem Schlagzeuger der Red Hot Chili Peppers zu verwechseln; es handelt sich lediglich um eine Namensgleichheit.

## Diskografie

### Alben
- 1988: Suffering Hour
- 1990: Reason
- 1991: Manic Impressions
- 1993: Screams and Whispers
- 2010: Hindsight: Suffering Hour & Reason Revisited

### Kompilationen
- 1988: Demolition – Scream Your Brains Out! (Metal Forces-Compilation mit den Liedern Annihilation Complete und Imprisoned)
- 2009: Annihilation Complete – The Early Years Anthology
- 2011: Silver Ag47 (Best of Anacrusis)

### Demos
- 1987: Annihilation Complete
- 1989: Quick to Doubt
- 1990: Manic Impressions

## Videos

### Videoclips
- 1991: I Love the World
- 1991: Something Real
- 1993: Sound the Alarm
- 1993: Release
- 2010: Present Tense
- 2010: Imprisoned

### DVDs
- 2010: Anacrusis: Live @ Mississippi Nights 1993
- 2011: Anacrusis: Our Reunion – Live at St. Louis, 2010